# Гар (Верхньокамський район)
Гар (рос. Гарь) — селище у складі Верхньокамського району Кіровської області, Росія. Входить до складу Кірсинського міського поселення.
Населення становить 213 осіб (2010, 251 у 2002).
Національний склад станом на 2002 рік — росіяни 97 %.